# 脳科学辞典
脳科学辞典（のうかがくじてん、英語: Brain Science Dictionary, BSD）とは、日本語で書かれた、無料で閲覧できる査読制度つきオンライン百科事典。取り扱い分野は脳科学、神経科学。記事は各分野の専門家が執筆している。
脳科学分野の研究者および研究者予備軍を主な想定読者としている。2011年6月にウェブサイトの構築が始まった。理化学研究所の脳科学総合研究センターのメンバーらが中心となって運営している。約1,000個の用語の解説を用意することを目指している。

## 概要
脳科学分野の約1,000個の用語の解説を用意し、無料公開することを目指しているウェブサイト。想定読者として、脳科学分野の現役研究者、そしてこれから脳科学分野で研究を行おうとしている大学生と他分野の研究者を想定している。記事は各分野の専門家により執筆され、査読を経た上でウェブサイトに公開されている。記事の執筆は、ボランティアが無償でしている。
執筆者には「ウィキペディアに同じ用語の解説があるかどうか調べ、もしあった場合は、少なくともそれよりは専門的な内容を含んだもの、最新の研究動向を含んだものにする」事が義務付けられている。しかし「ウィキペディアの解説にも、かなり専門的なものもある。そのような場合は上記方針は無効とする」としている。

## 記事執筆の流れ
記事執筆の流れは、おおよそ以下のようになっている。
1. 編集委員が執筆項目と執筆者を選定
2. 執筆者に、ウィキで執筆作業をするための利用者名とパスワードを、電子メールで送付。
3. 執筆者が受け取った利用者名とパスワードを用いて、ウェブサイトにログイン。
4. 執筆者はウィキにログインした状態で、インターネット経由で記事を執筆（この段階では記事はまだ公開されておらず、ウェブサイトには白紙で表示される）
5. 執筆が終わったら、執筆者はその旨を事務局に電子メールで連絡。
6. ウィキの管理者が、書かれた記事を見て、章立てやスタイルの調整、誤字脱字の修正といった編集・校正作業を行う。
7. ウィキの管理者が、査読者に査読依頼の電子メールを送信。
8. 査読者が査読を行う。査読者から意見がついた場合、執筆者による修正が行われるまで待機する。
9. 合格して査読を通過すると、記事が白紙状態を終え、内容が表示されるようになり、当該記事がウェブサイトで公開される。

## 編集委員
以下、編集委員長および各分野の編集委員とスタッフの一覧である。

### 編集委員長
- 田中啓治（理化学研究所　脳科学総合研究センター）
- 御子柴克彦（理化学研究所　脳科学総合研究センター）

### 編集委員
| 認知 - 入來篤史（理化学研究所 脳科学総合研究センター） - 定藤規弘（自然科学研究機構 生理学研究所） システム - 伊佐正（自然科学研究機構 生理学研究所） - 藤田一郎（大阪大学大学院 生命機能研究科） 回路 - 岡本仁（理化学研究所 脳科学総合研究センター） - 渡辺大（京都大学大学院 生命科学研究科・医学研究科） | 細胞・シナプス・分子 - 河西春郎（東京大学大学院 医学系研究科） - 林康紀（理化学研究所 脳科学総合研究センター／京都大学大学院 医学研究科） - 尾藤晴彦（東京大学大学院 医学系研究科） - 柚崎通介（慶応義塾大学大学院 医学研究科） 発生 - 大隅典子（東北大学大学院 医学系研究科） - 岡野栄之（慶応義塾大学大学院 医学研究科） - 村上富士夫（大阪大学大学院 生命機能研究科） | 病気 - 加藤忠史（理化学研究所 脳科学総合研究センター） - 高橋良輔（京都大学大学院 医学研究科） 技術 - 臼井支朗（理化学研究所 脳科学総合研究センター） |

### 編集事務局
- 古屋友恵（理化学研究所　脳科学総合研究センター　編集事務一般）

## ライセンス
脳科学辞典の記事は「クリエイティブ・コモンズ 表示-改変禁止 2.1 日本 (CC BY-ND 2.1 jp)」のライセンスの元で利用できる。ウィキペディアのライセンスとは互換性がないため、脳科学辞典の記事内容を、そのままウィキペディアにコピー・アンド・ペーストすることはできない。

## ソフトウェア
脳科学辞典では、多数の人間が同時に編集に参加できるウィキシステムを採用している。アプリケーションソフトウェアとしては『MediaWiki』を採用している。そのためウィキペディアと殆ど同じインターフェースを持ち、ウィキペディアを執筆したことのあるユーザーにとっては、親しみやすいウェブシステムとなっている。